# Fusil Type 56
Pour les articles homonymes, voir Type 56.
 (mars 2018).
Le fusil d'assaut Type 56 est une copie chinoise de l'AK-47.
Le Type 56 était répertorié par l’Armée populaire de libération comme un pistolet mitrailleur. Il se distingue surtout de l’AK-47 par la présence d’une baïonnette, repliable sous le canon de l'arme.

## Présentation
La conception du Type 56 s’est révélée très satisfaisante. L’arme est très fiable et tolérante vis-à-vis des rudes conditions des champs de bataille.
Le FA Type 56 a été construit en grand nombre et exporté dans de nombreux pays. Il a été employé par les fantassins chinois en association de la carabine Type 56 des années 1960 à la fin des années 1980. Certains sont encore opérationnels dans des unités de seconde ligne et d’entraînement.

## Aspects techniques
Tout comme les carabines et la mitrailleuse Type 56, ce fusil tire la cartouche chinoise 7,62x39mm Type 56 (version nationale de la 7,62 mm M43 soviétique).
Le Type 56 utilise un chargeur courbe de 30 cartouches. Il fonctionne grâce à un système d’emprunt des gaz. Les premiers exemplaires ont une carcasse en acier mais, dès 1965, ils reçoivent un boîtier en tôle emboutie semblable à celui de l'AKM. Les versions 56-1 et 56-3 sont eux aussi construits par emboutissage. Ces armes fonctionnent normalement même après une immersion totale dans la boue ou l’eau. Le chromage intégral du canon assure leur efficacité, même à très basses températures.
Tous les Types 56 tirent en mode semi-automatique ou automatique et ont une portée effective d’environ 300 m. En théorie, la cadence de tir est environ 600 coups par minute. En pratique, elle devient 100 coups par minute en rafale, ou 40 coups par minute en semi-auto. Les Type 56-1 et Type 56-2 peuvent recevoir un lance-grenade.

## Variantes militaires chinoises
Le Type 56 a existé en plusieurs versions : 
- le Type 56 d’origine, avec une crosse en bois fixe mais sans baïonnette pliante, fabriqué sur le modèle de l'AK-47 ; le Type 56 avec une crosse en bois et la baïonnette pliante est le plus répandu ;
- le Type 56-1, avec une crosse métallique se pliant sous l’arme. L’absence de kit d’entretien caractérise les Types 56-1.
- à partir de 1988, les arsenaux chinois on crée une version pour armer les unités commandos : le Type 56-C dans les rangs des forces spéciales de  l'APL (et notamment au sein des nageurs de combat de la Marine chinoise).

## Un AKM chinois pour l'export: le Type 56-II

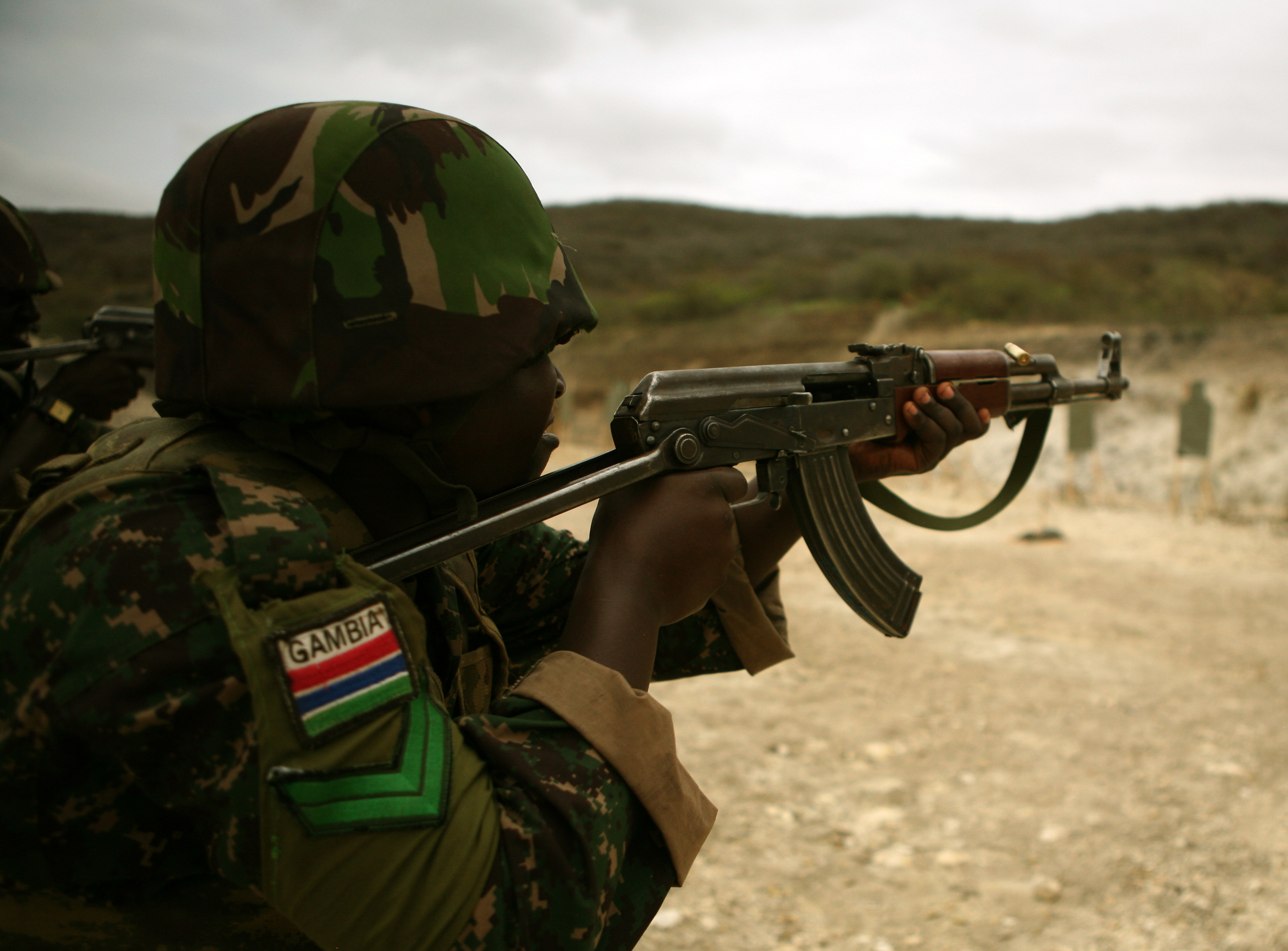
Soldat des forces gambiennes armé d'un Type 56-II (avec crosse para, mais sans baïonnette pliante) à l’entraînement au camp militaire sénégalais de Thies, en juillet 2012.

Conçu en 1965 pour l'exportation uniquement à partir de 1966, la version AKM du Type 56, réalisée par emboutissage (et donc plus légère), est appelée Type 56-II ou Type 66. Cette version n'a pas le frein de bouche du modèle russe.
Comme le modèle réglementaire chinois, il existe avec les deux types de crosses. La baïonnette pliante étant présente ou non sur cette variante export.
À partir de 1980, apparaît le Type 56-2, à crosse repliable latéralement mais sans baïonnette.

## Variantes civiles
Les marchés du tir sportif et de la défense personnelle en Amérique du Nord (essentiellement Canada et États-Unis) ont permis à Norinco de vendre des carabines semi-automatiques sous les noms de :
- Type 56S pour Type 56 Sporter, appelée ensuite MAK-90 (Model of the AK)-1990 (90 cm/3,5 kg). Cette arme fut utilisée par les braqueurs impliqués dans la Fusillade de North Hollywood. Les Mohawks, en partie venus de Kahnawake, d'Akwasasne et d'autres provinces du Canada, armés d'armes automatiques Norinco 56S(mais aussi  M16 et mitrailleuse Browning M2) ont occupé une forêt de pins abritant un cimetière d'Oka, village proche de Montréal provoquant une crise en 1990.
- NHM 91 : version à crosse fixe en bois (avec trou pour le pouce) et canon long de 51 cm.
- Type 84S : c'est le Norinco 56S  chambré pour la cartouche de .223 Remington (90 cm / 3,2 kg / chargeur de 30 coups, moins cintré).

La version carabine semi-automatique  du  fusil Type 56 fut également exporté sur ces marché par Poly Technologies sous les noms de AKS-762 (calibre d'origine) et AKS-223 (calibre .223 Remington).
En Europe, la version civile du Type 56-II  est disponible sous le nom de SDM  (Sino Defence Manufacturing) AK-47S.

## Diffusion et utilisation

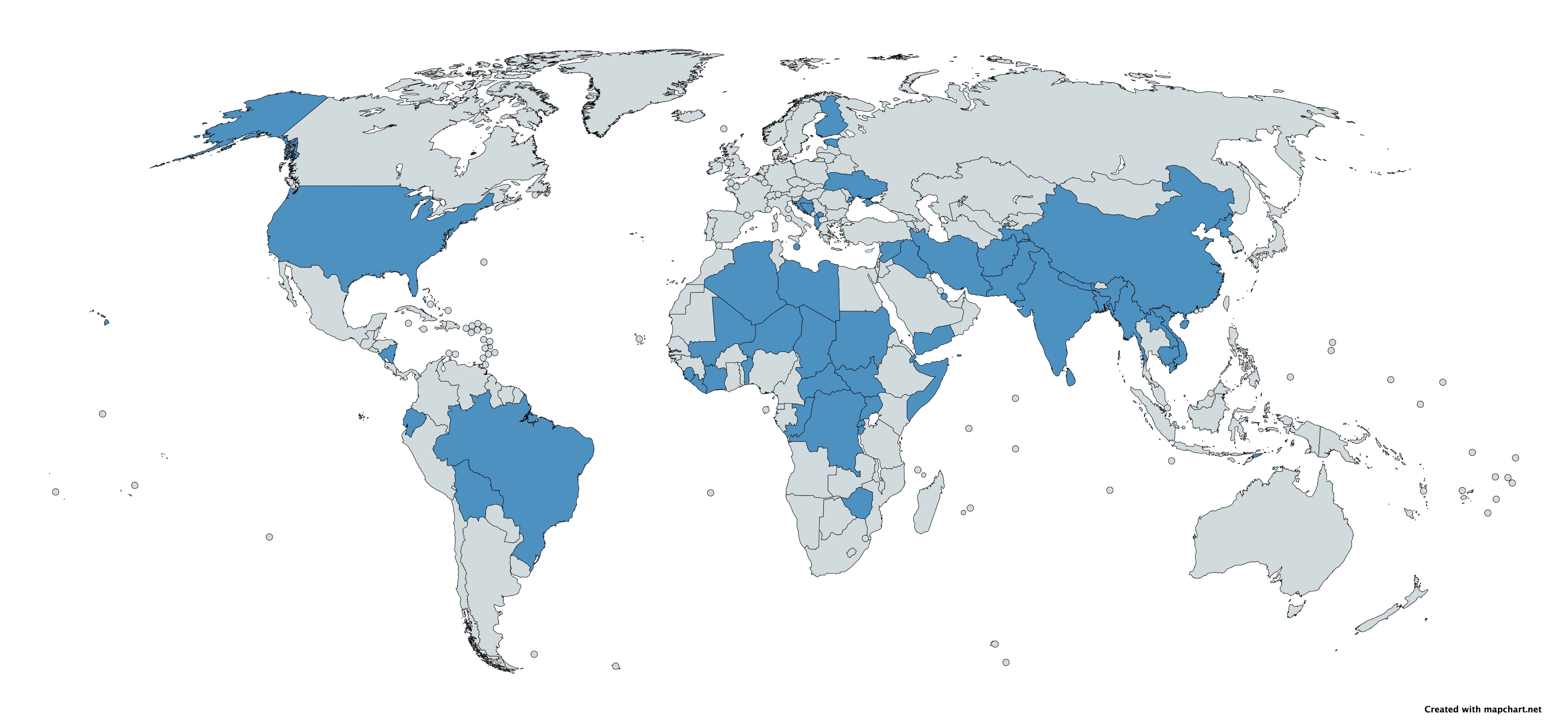
Le Fusil Type 56 a connu une diffusion mondiale.

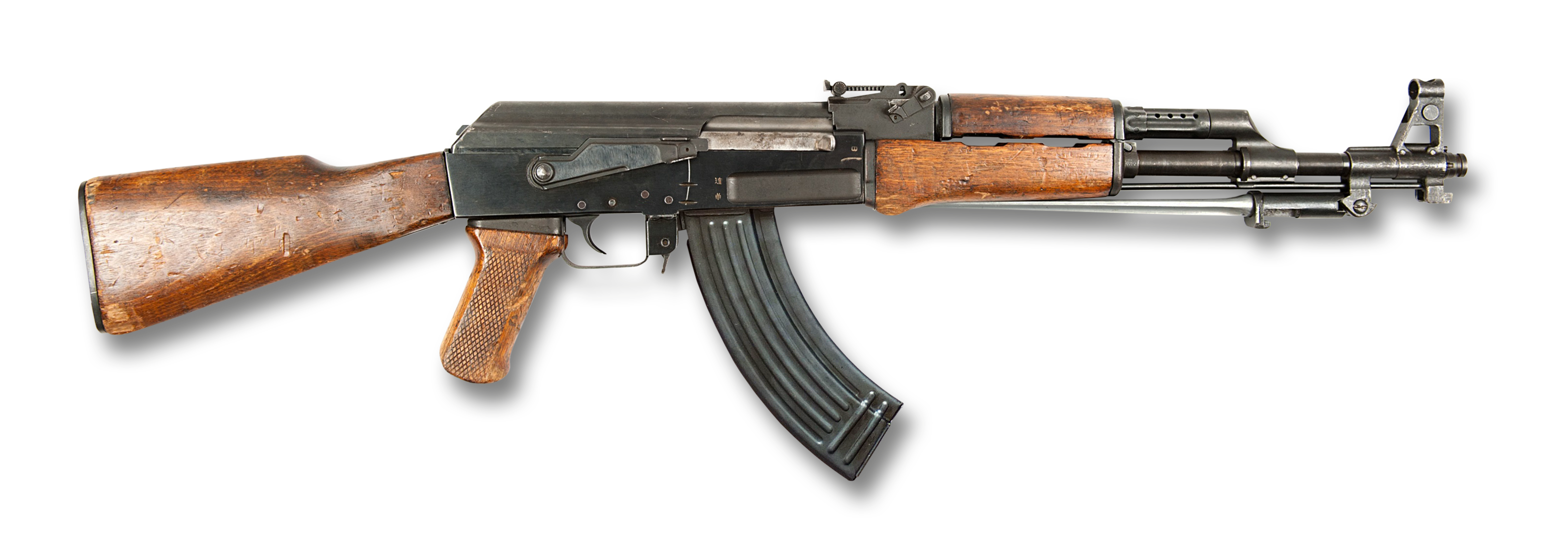
Type 56 avec une baïonnette à pointe repliée et un récepteur fraisé.

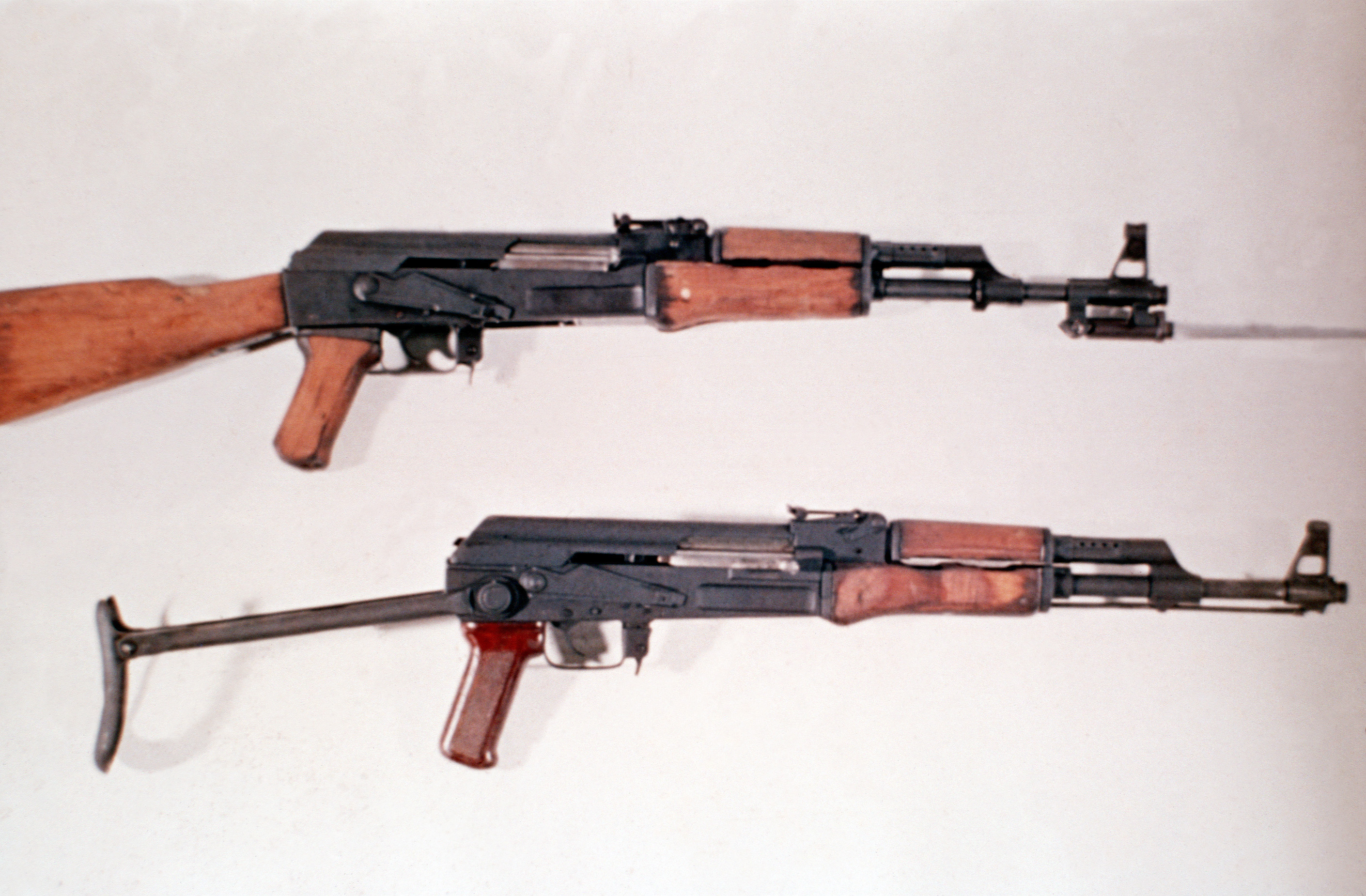
Type 56 (en haut) et AK-47S (en bas).

Moins cher que les AK-47 / AKM originaux, le Type 56 (surtout en version 1965 et Type 56-1) fut vendu aux armées et guérillas des pays suivants :
- République démocratique d'Afghanistan : Type 56 chinois ou pakistanais pour l'Union islamique des Moudjahidines d'Afghanistan lors de la guerre contre l'URSS. Les surplus servirent toutes les forces en présence (dont les Talibans) lors des conflits suivants :
  - guerre civile d'Afghanistan (1992-1996)
  - guerre civile d'Afghanistan (1996-2001)
  - guerre d'Afghanistan (2001-2021)
- Albanie : Type 56 chinois, puis des versions locales : ASH-78 Tipi-1 et ASH- 82
- Algérie: fabriqué localement
- Angola
- Bangladesh
- Bénin
- Birmanie
- Bolivie
- Chine : lors de la guerre sino-vietnamienne.
- Cambodge
- Côte d'Ivoire
- Croatie : lors de la guerre de Croatie et la guerre de Bosnie-Herzégovine (pillage des stocks de l'Armée albanaise).
- Finlande : Forces de défense finlandaises ; seule armée de l'Union européenne à utiliser le Type 56-2 sous le nom de RK 56TP pour ses parachutistes.
- Iran : livrés lors de la guerre contre l'Irak
- Irak
- Kosovo : ASH-78 Tipi-1 et ASH- 82 par l'UÇK (pillage des stocks de l'Armée albanaise).
- Laos
- Liberia : Armée libérienne et groupes rebelles durant la première et la deuxième guerre civile libérienne.
- Macédoine : Armée nationale albanaise (pillage des stocks de l'Armée albanaise).
- Mali : Usage par les militaires lors de la guerre du Mali.
- Madagascar : utilisé par les forces armées malgaches et les forces de police locales
- Mozambique
- Pakistan : Armée pakistanaise lors de l'insurrection islamiste et de la guerre du Kargil.
- Rhodésie : Zimbabwe People's Revolutionary Army (ZIPRA) et Forces de sécurité  (armes de prises) lors de la guerre du Bush de Rhodésie du Sud. Réservés aux pilotes d'Hélicoptères
- Sierra Leone
- Sri Lanka : Armée sri-lankaise en complément de L1A1 (origine britannique ou indienne) et de HK G3 durant la guerre civile sri-lankaise.
- Somaliland : en usage chez les pirates de la Mer Rouge, comme toutes les variantes des Kalachnikov.
- Soudan : Armée soudanaise et Armée populaire de libération du Soudan ; Military Industry Corporation Maz (fabrication sous licence) lors de la seconde guerre civile soudanaise.
- Soudan du Sud
- Tchad
- Tunisie : groupement territorial saharien de l'armée tunisienne.
- Vietnam
- Zimbabwe : lors des guerres du Congo.

Il se retrouve aussi entre les mains de nombreux groupes paramilitaires et organisations terroristes parmi lesquels :
- Al-Qaïda au Maghreb islamique
- État islamique en Irak et au Levant
- Armée Karen de libération nationale
- Armée pour l'indépendance kachin
- Armée de l'Alliance nationale démocratique de Birmanie
- United Wa State Army
- Organisation du peuple du Sud-Ouest africain

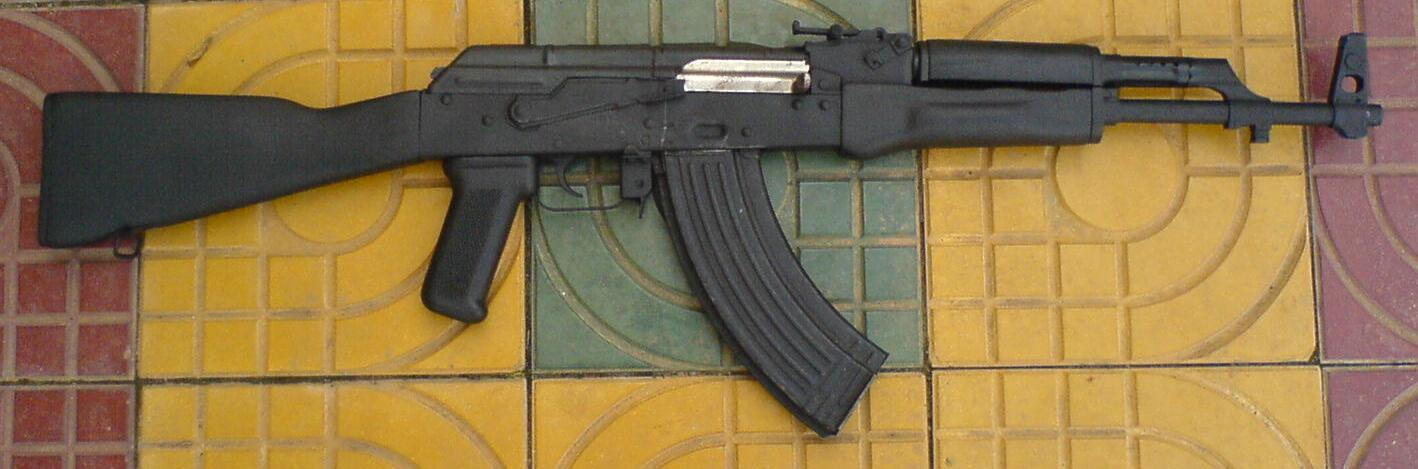
AKM fabriqué au Cambodge. Crosse et garnitures teintes en noir, mais sans sa baïonnette pliante et baguette de nettoyage. Carcasse en tôle emboutie, du Type 56-II.
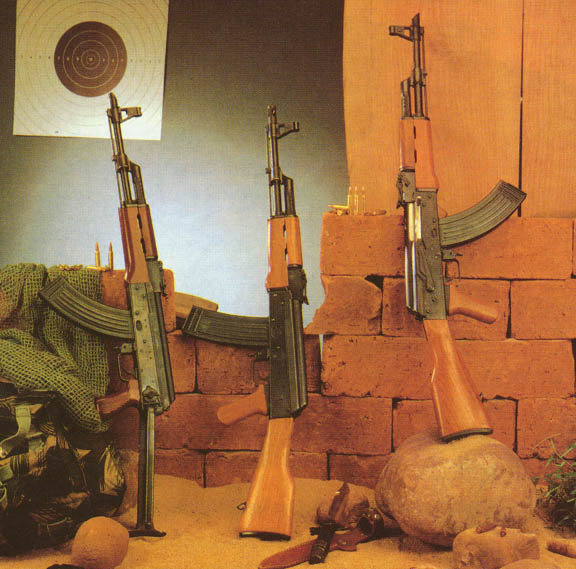
La famille des AK chinoises, de gauche à droite : Type 56-1, Type 84S (.223 Remington) et Type 56.
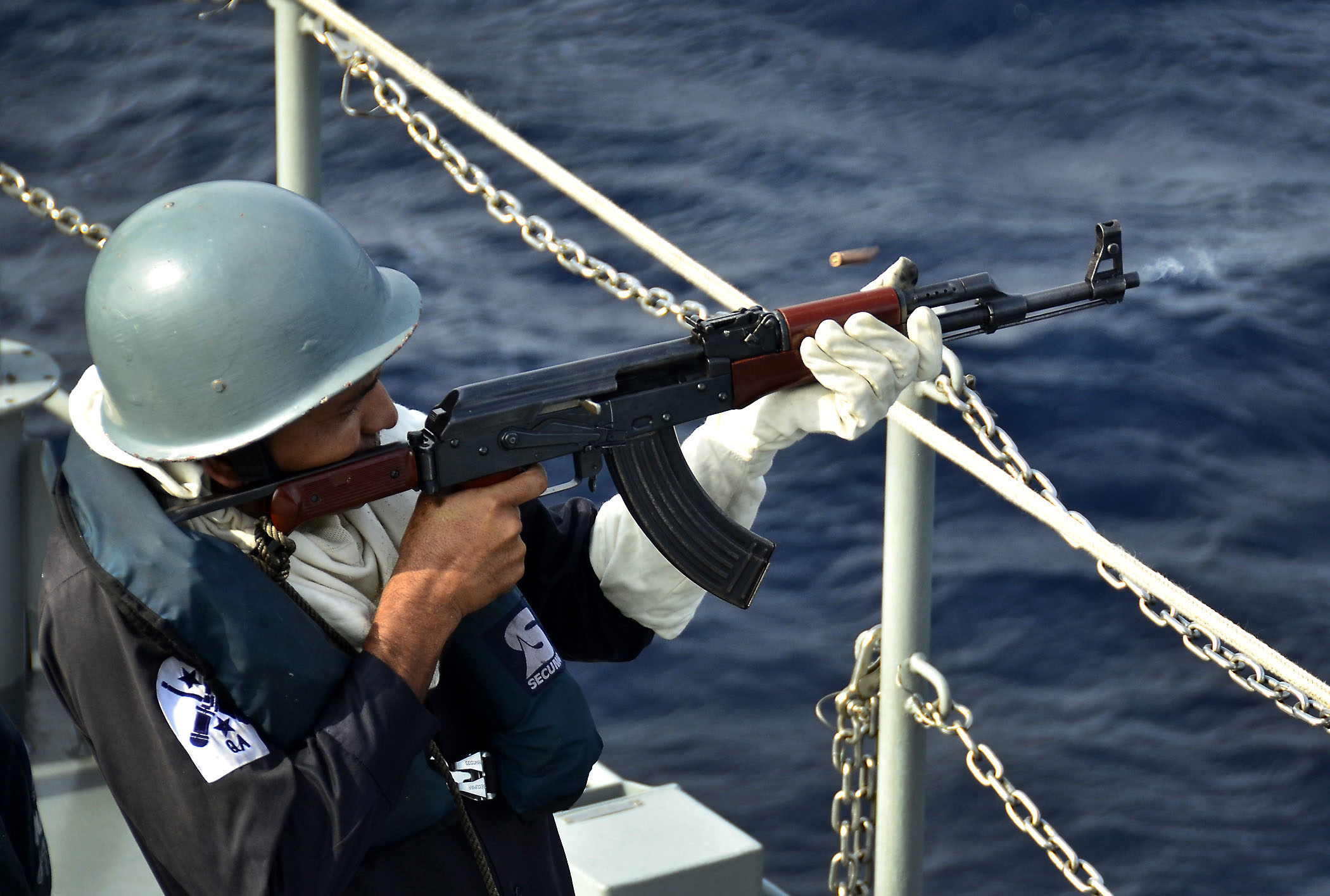
Marin bangladais s'entraînant au tir avec un fusil Type 56-2 de fabrication locale.
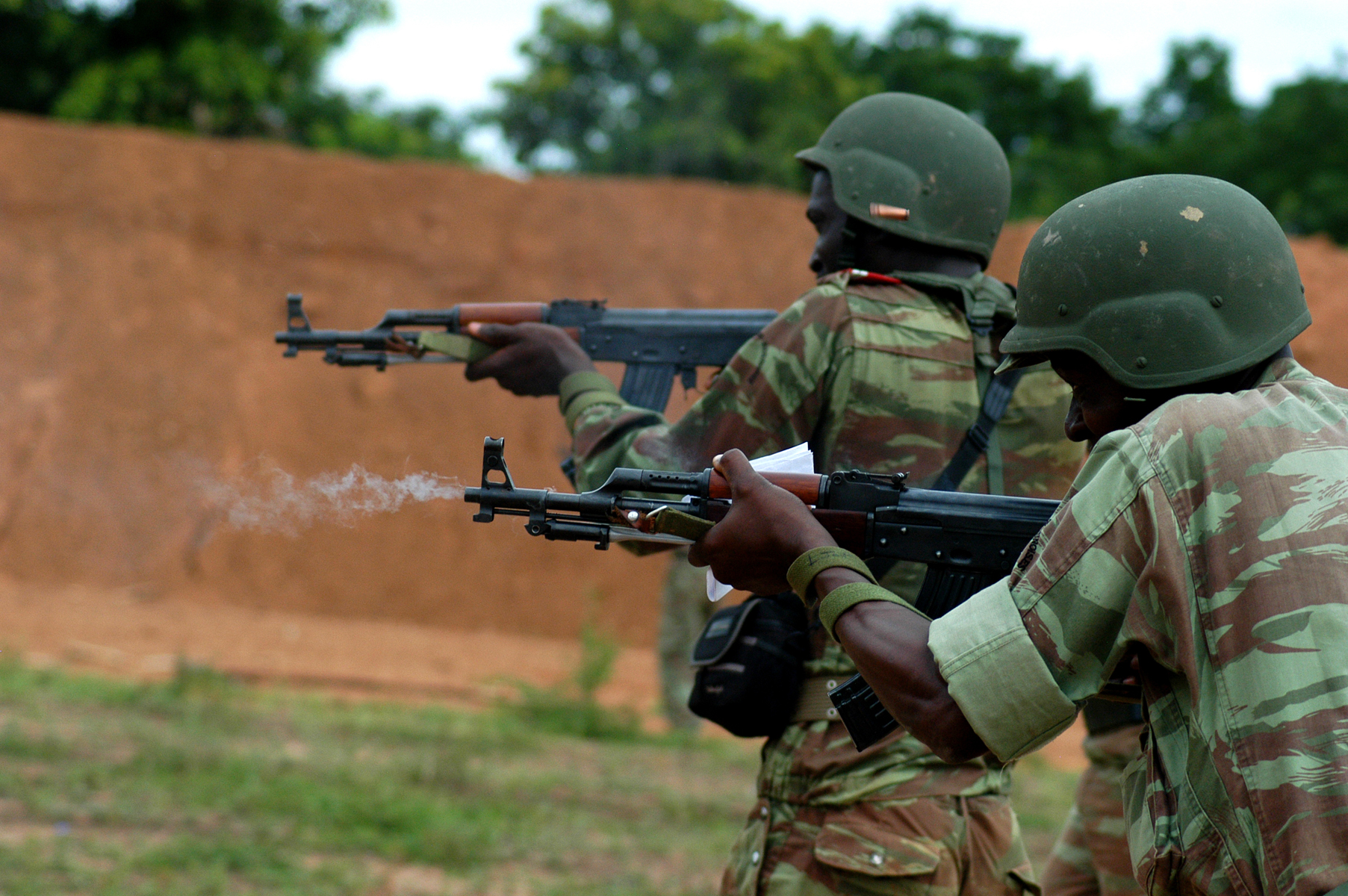
Soldats béninois à l'entraînement aux armes légères (Type 56).
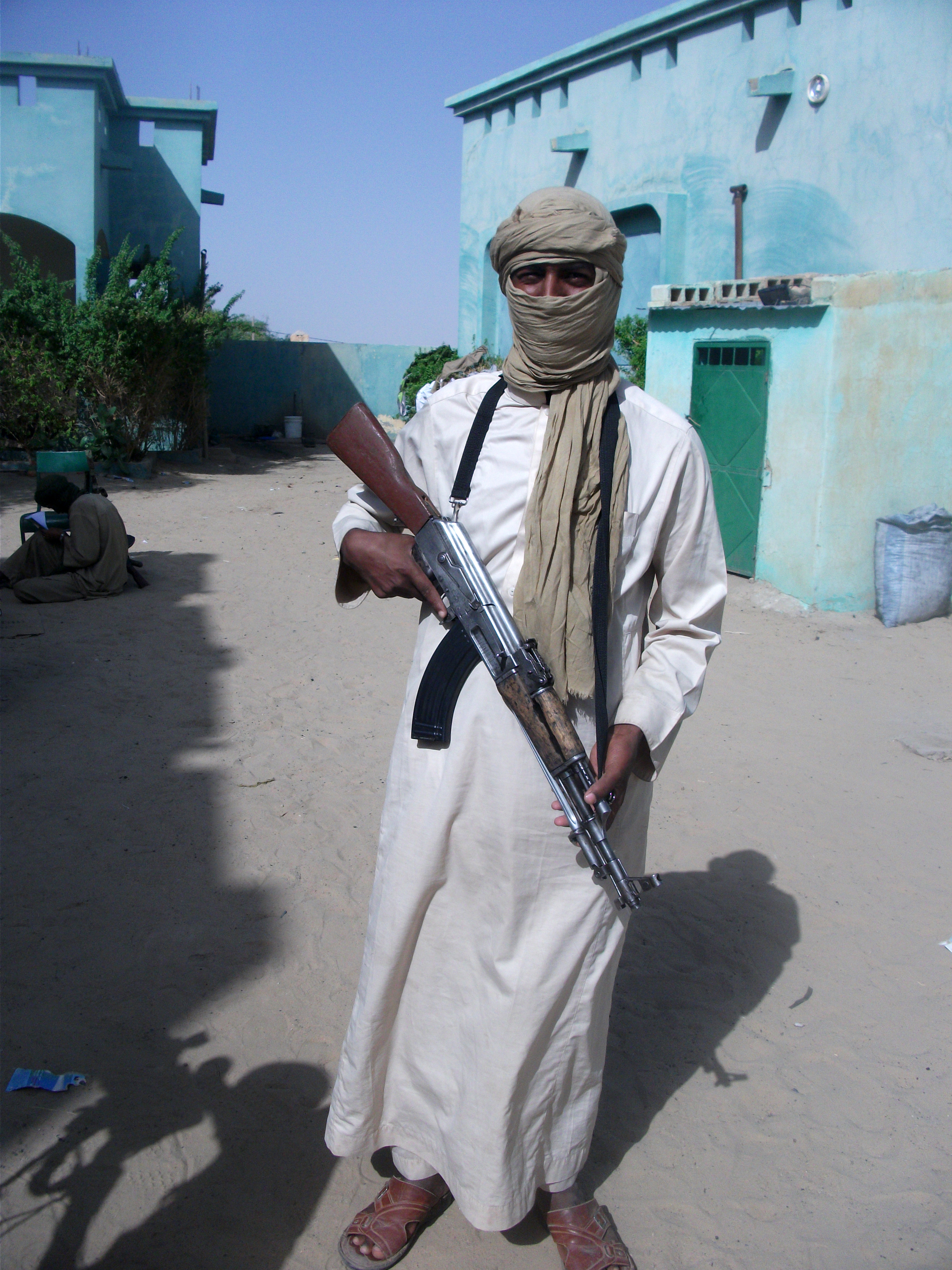
Un djihadiste d'AQMI dans le nord du Mali, en 2012, armé d'un fusil Type 56.

## Variantes non chinoises
Le Type 56 fut produit en Albanie et au Cambodge (version 1965) durant les années 1960 et 1970, en raison du soutien de la RPC à Enver Hoxha et aux Khmers rouges.
Il est toujours produit en :
- Iran (DIO) : KL 7,62 (Type 56) / KLS 7,62 (Type 56-1) / KL 7,62 (avec garnitures en  matière plastique) ; initialement pour contrevenir à l'embargo durant la guerre contre l'Irak ;
- Bangladesh (Bangladesh Ordnance Factory) : Type 56 SMG (version originale) ;
- Soudan (Military Industry Corporation Maz).

À ces pays s'ajoute l'Algérie, qui a opté dans les années 1980 pour le Type 56-II :
- Pistolet Mitrailleur Modèle 89 ou AKM : calibre 7.62 x 39 mm à crosse fixe en bois. Arme individuelle qui équipe l'infanterie (utilisant déjà le Type 56 chinois) et les gendarmes algériens du Détachement spécial d'intervention. Il s'agit du Fusil Type 56 dans sa version 1965 produit sous licence chinoise[1]. Le PM 89 est munie d'une baïonnette-couteau.
- Pistolet Mitrailleur Modèle 89-1 ou AKMS : calibre 7.62 x 39 mm à crosse métallique repliable sous l'arme. Arme individuelle qui équipe les parachutistes et les forces spéciales mais aussi de nombreux fantassins. Deuxième version du Pistolet Mitrailleur Modèle 89 fabriqué à Kenchela dans les Aurès. Surnommé « khenchlakov » du fait qu'il est fabriqué dans l'usine de construction mécanique de Khenchela. Cette chaîne de montage fut créée avec l'aide de techniciens de l'entreprise publique bulgare Arsenal AD.

## Dans la culture populaire
- Norinco Type 56 :

Symbolique du Viêtcong, le FA Type 56 apparaît notamment dans des films ou  des séries télévisées sur la guerre du Viêt Nam comme Eastern Condors, L'Enfer du devoir (TV), Platoon , Retour vers l'enfer ou Une balle dans la tête. Il arme aussi les  l'armée birmane, conformément à la réalité, dans Largo Winch 2, alors que dans le dytique original de la série BD (albums La Forteresse de Makiling / L'Heure du Tigre) les soldats du Myanmar  portent des HK G3A3 (une preuve de la documentation sérieuse de Jean Van Hamme/Philippe Francq).
Familiers des guerres civiles africaines il arme les pirates somaliens dans Capitaine Phillips, les soldats sierra-léonnais et les enfants-soldats du RUF  dans Blood Diamonds, les combattants de l'Armée de résistance du Seigneur et de l'Armée populaire de libération du Soudan dans Machine Gun ou les rebelles tutsis dans Hotel Rwanda .
La Kalachnikov chinoise équipe aussi les alliés ou ennemis des Américains dans Green Zone (soldats irakiens) ou dans La Chute du faucon noir (miliciens somaliens du général Mohamed Farrah Aidid).
C'est également l'arme de divers malfrats dans Crime Story, Banlieue 13 (dans son remake Brick Mansions est visible un Norinco Type 56-2 importé légalement au Canada où fut tourné ce film), Sabotage ou Zulu. Mais le plus célèbre braqueur fictif maniant un FA Type 56-1 est  Trejo (joué par Danny Trejo  dans Heat de Michael Mann).
Enfin il est aisément reconnaissable sur la couverture de l'album BD Pour Maria sur laquelle ladite Maria en porte une, sans baïonnette pliante, en bandoulière (dans le triptyque sud-américain de XIII avec El Cascador et Trois montres d'argent, les rebelles du Costa Verde utilisent aussi des AK-47 et des AIM roumaines) mais aussi sur celle de Pukhtu primo de DOA .

### Sources
Cet article est issu de la lecture des revues spécialisées et des sites internet de langue française suivantes :
- Cibles
- Action Guns
- Raids, notamment les Hors-Séries no 26 & 28
- Assaut
- Fiche « Fusil d'assaut Type 56 », sur armeetpassion.com (consulté le 9 décembre 2022).